# Kaiserswerther Markt 11/13

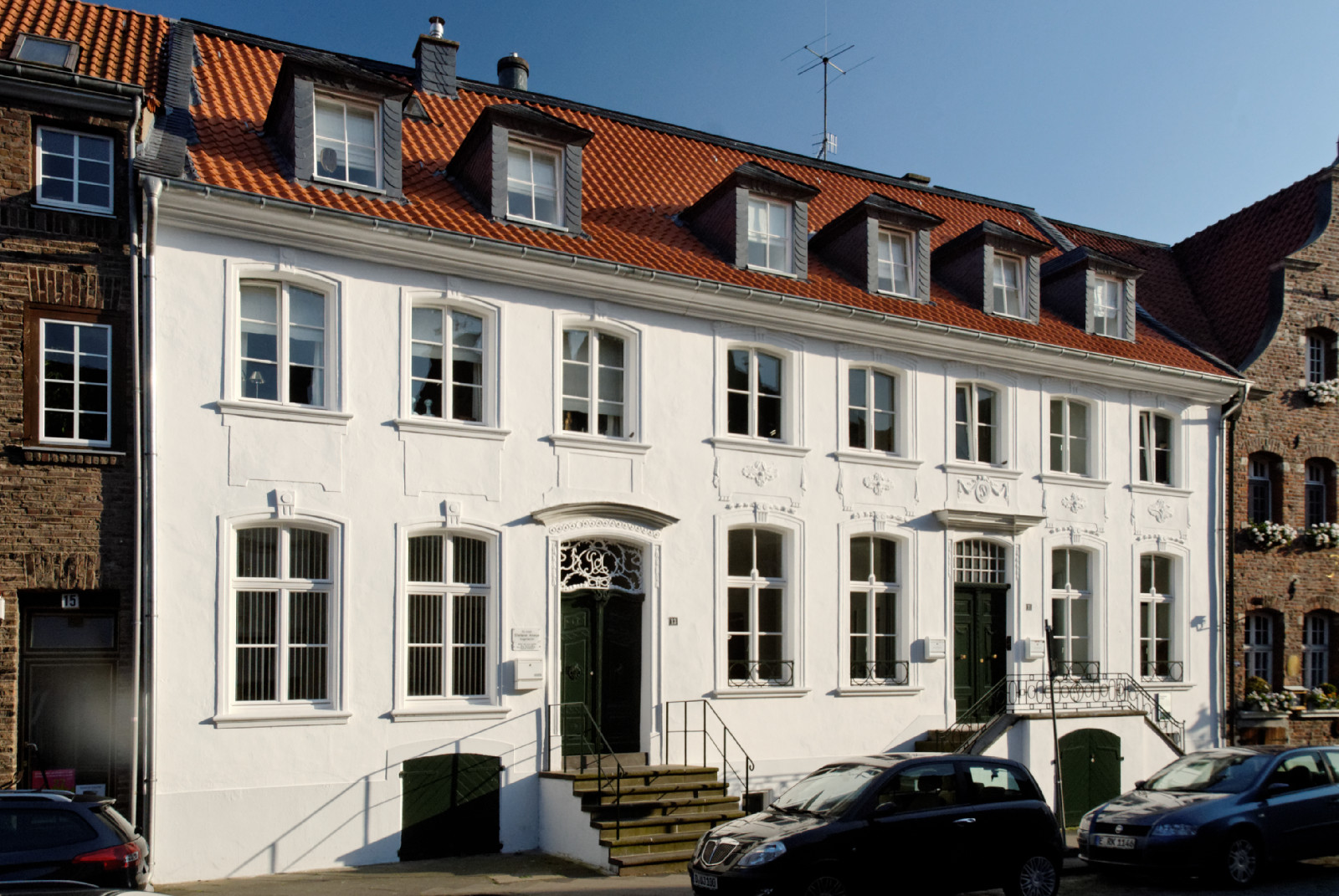
Kaiserswerther Markt 11 und 13

Das Doppelhaus Kaiserswerther Markt 11/13 in Kaiserswerth, einem Stadtteil von Düsseldorf, wurde 1778 errichtet. Das Gebäude neben dem Haus Im Schiffchen ist ein geschütztes Baudenkmal.

## Beschreibung
Das zweigeschossige Wohn- und Geschäftshaus mit acht Achsen wurde für den aus Krefeld zugezogenen Seidenfabrikanten Preyer errichtet. Das Oberlicht des linken Eingangs zeigt das Signum P & C für Preyer & Compagnie. Unter den Fenstern des rechten Hauses sind Stuckornamente angebracht. Alle Fenster sind gerahmt und mit einer Agraffe versehen. 